# SŽD-Baureihe АА
Die Lokomotive der SŽD-Baureihe AA der Sowjetischen Eisenbahnen (SŽD) war eine breitspurige Versuchs-Diesellokomotive für den Rangier- und leichten Streckendienst. Die Maschine wurde 1933 gebaut. Ihre Bezeichnung wurde nach Andrei Andrejewitsch Andrejew abgeleitet. Eine Massenproduktion der Lokomotive kam nicht zustande.

## Beschreibung
Die Lokomotive wurde in der Maschinenfabrik Kaluga zum Ende des Jahres 1933 gebaut. Sie war für den Rangierdienst und die Führung von leichten Vorortzügen vorgesehen. Als Antriebsanlage war ein Sechszylinder-Zweitakt-Dieselmotor vom Typ 6Д22/28 (6D22/28) vorgesehen, das heißt, dieser Motor hatte einen Zylinderdurchmesser von 220 mm und einen Kolbenhub von 280 mm. Er erreichte bei einer Drehzahl der Kurbelwelle von 650/min eine Leistung von 300 PS. Die Projektierung und der Bau von ähnlichen Motoren geschah auf der Konstruktion von Jakow Modestowitsch Gakkel, dem Konstrukteur der ersten Diesellok der Sowjetunion, der Щэл1. Das zeigen viele Elemente der neuen Diesellok. So wurde die Kühlung nach analogen Diesellokomotiven von Gakkel ausgeführt.
Das Drehmoment wurde von der Kurbelwelle des Motors auf ein mechanisches Getriebe gegeben, welches vier Geschwindigkeitsstufen ermöglichte. Am Ausgang des mechanischen Getriebes war eine Blindwelle vorhanden, von der die Antriebsräder über ein Stangengetriebe angetrieben wurden. Bei der größten Geschwindigkeitsstufe konnte die Lokomotive bei Versuchsfahrten 51 km/h erreichen.
Bei ihrer Projektierung wurden eine Reihe von Elementen der Dampflokomotive O verwendet (Bremse, Radlager, Federaufhängung), was eine Erleichterung der Instandhaltung ermöglichte.
Die Diesellokomotive unternahm Versuchsfahrten, bei denen Defekte des Motors entdeckt wurden. Daraufhin kam es zu keinem planmäßigen Einsatz. Ausmusterungsdaten sind nicht bekannt.